# Tommaso III Malaspina
Tommaso III Malaspina (Villafranca in Lunigiana, 1749 – Villafranca in Lunigiana, 1834) è stato un nobile italiano, architetto ed ingegnere.

## Biografia
Tommaso Malaspina, figlio di Obizzone Paolo Malaspina ed Edvige, figlia di Torquato Malaspina dei Marchesi di Suvero appartenente al ramo dello Spino Fiorito, nacque nel castello di Villafranca in Lunigiana il 5 ottobre 1749. Studiò dapprima a Parma nel collegio dei Nobili e successivamente a Roma nel Collegio Clementino dove approfondì gli studi sull'architettura sotto la guida di Raffaele Stern. 
Nel 1772 ottenne dall'Imperatore Giuseppe secondo l'investitura dei feudi di famiglia. Villafranca era il capoluogo di uno dei feudi più importanti della Lunigiana tra quelli appartenuti ai Malaspina dello Spino Secco. Tommaso governava in proprio Castevoli, Cavanella e Stadomelli e in condominio Villafranca.
Egli si sposò nel 1775 con Luigia, figlia del marchese Giulio Malaspina di Pontebosio, dalla quale ebbe cinque figli. Nel 1791 dovette far fronte all'insurrezione di Castevoli, che fece reprimere. L'editto del generale Chabot, promulgato in nome di Napoleone Bonaparte il 2 luglio 1797, decretò la fine del feudalesimo in Lunigiana che venne divisa in quattro distretti, e quindi la fine del marchesato di Villafranca che però fu nominata capodistretto. Sotto il regime napoleonico Tommaso Malaspina rivestì la carica di sindaco del comune di Villafranca. Sposò 
Luigia Malaspina, figlia di Giulio, Marchese di Ponte Bosio, e di Chiara dei Marchesi Cusani, da cui ebbe cinque figli. Morì il 16 luglio 1834 nella sua città natale e fu sepolto nel locale cimitero.

## Opere

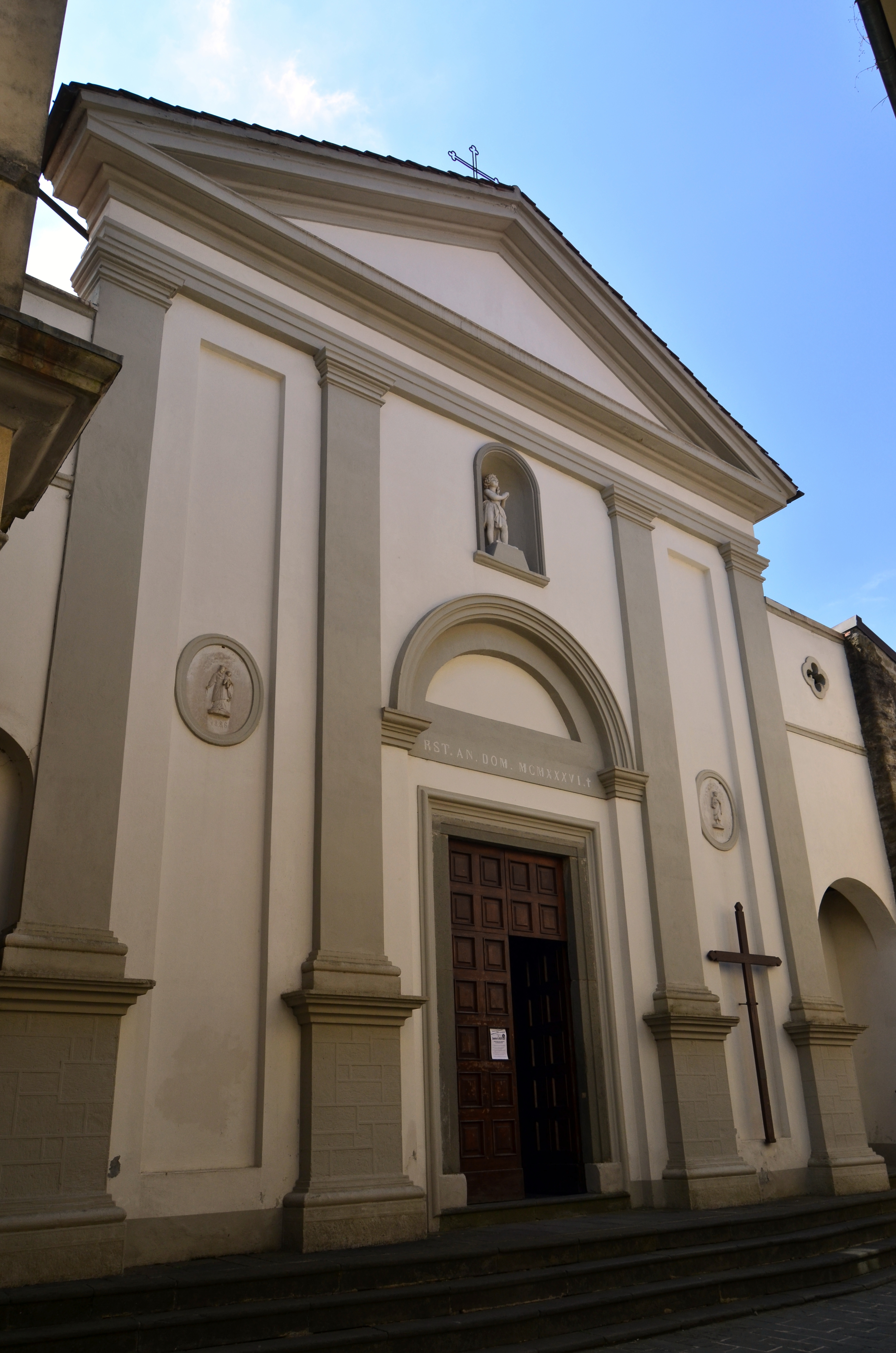
Chiesa di San Giovanni a Villafranca

Caduto Napoleone e passati gli ex feudi imperiali a far parte della Lunigiana estense sotto il ducato di Modena, il Duca Francesco quarto lo nominò suo ciambellano e ingegnere della provincia.
Come architetto progettò e realizzò la facciata, l'interno e alcuni altari (tra cui quello della Madonna del Rosario) del duomo di Villafranca, ovverosia la chiesa di San Giovanni Battista. Progettò  nel 1826 l'ampliamento di Villa Zannelli in Veppo su commissione del conte Leonardo Zannelli. Progettò e realizzò nel 1828 la cappella del Santissimo Sacramento nella chiesa di Santa Maria Assunta del popolo a Pontremoli e la cappella detta “dei Canonici”, voluta nel 1824 dai conti Antonio e Stanislao Bonaventuri, canonici della cattedrale, per dedicarla alla devozione ai Sacri Cuori di Gesù e di Maria. Curò infine la realizzazione del nuovo passaggio di Borgovecchio. In qualità di ingegnere lavorò con successo alla risistemazione idraulica del fiume Magra per i problemi che creava durante le piene frequenti e violente in corrispondenza delle precipitazioni primaverili e autunnali nei pressi dell'Annunziata, problemi su cui era stato interpellato anche Leonardo Ximenes. Curò il progetto esecutivo della strada maestra nelle Lame dell'Aulla, che fu concordato da Tommaso in nome del Duca di Modena ad Aulla coi funzionari delle altre potenze interessate: il ducato di Parma, il granducato di Toscana e il regno di Sardegna, sotto la presidenza di un plenipotenziario austriaco. La strada fu realizzata in buona parte sul progetto di Tommaso Malaspina.

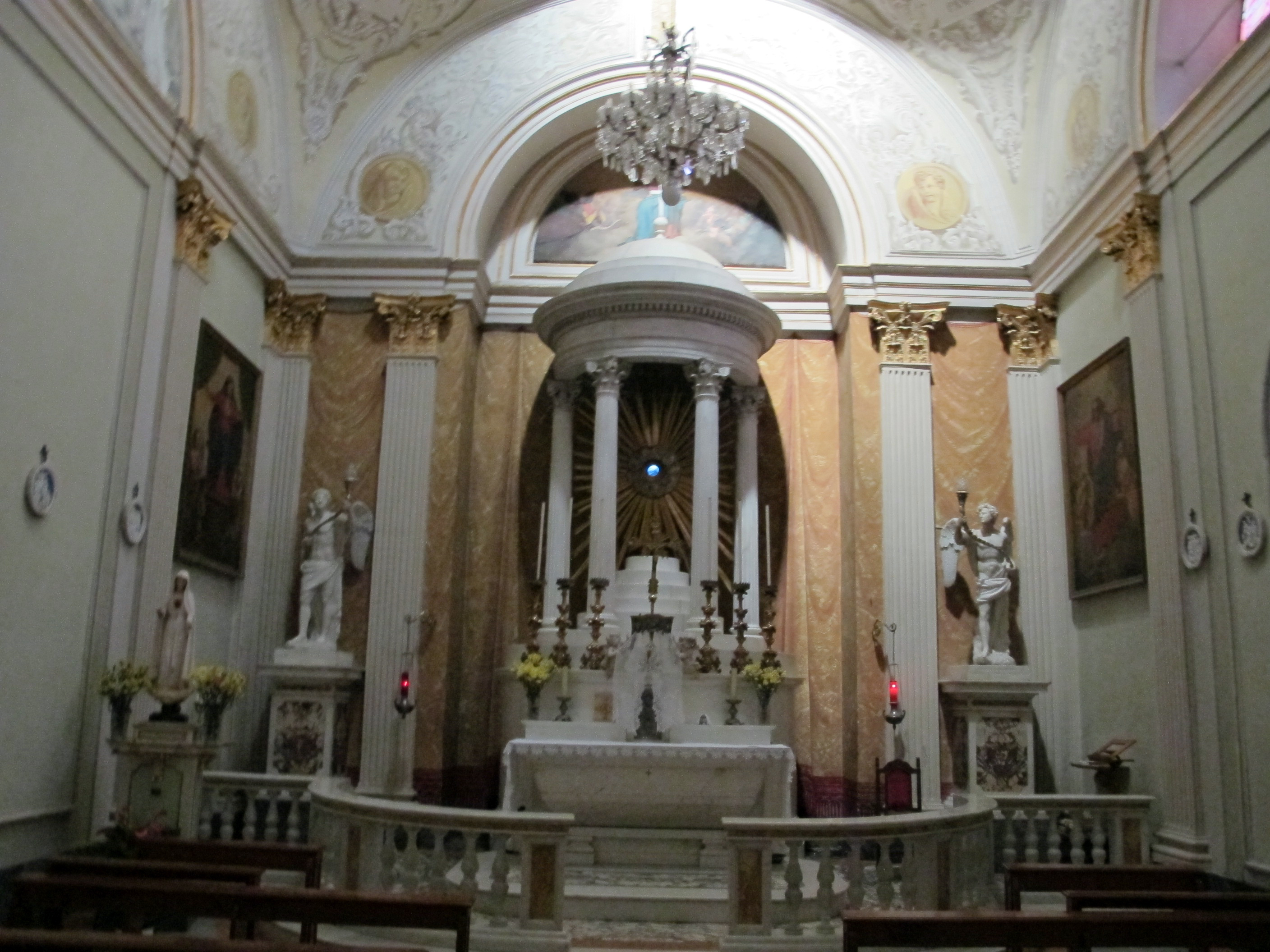
Cappella del Santissimo Sacramento, Duomo di Pontremoli